# Raghuva vercambrei
Raghuva vercambrei är en fjärilsart som beskrevs av François Louis Nompar de Caumont de Laporte 1977. Raghuva vercambrei ingår i släktet Raghuva och familjen nattflyn. Inga underarter finns listade.